# Emilio Sacchini
Emilio Sacchini fue un deportista italiano que compitió en remo. Ganó cinco medallas en el Campeonato Europeo de Remo entre los años 1903 y 1908.

## Palmarés internacional
| Campeonato Europeo | Campeonato Europeo    | Campeonato Europeo | Campeonato Europeo |
| Año                | Lugar                 | Medalla            | Prueba             |
| ------------------ | --------------------- | ------------------ | ------------------ |
| 1903               | Venecia (Italia)      | Medalla de plata   | Doble scull        |
| 1905               | Gante (Bélgica)       | Medalla de plata   | Doble scull        |
| 1905               | Gante (Bélgica)       | Medalla de bronce  | Scull individual   |
| 1907               | Estrasburgo (Francia) | Medalla de oro     | Doble scull        |
| 1908               | Lucerna (Suiza)       | Medalla de plata   | Doble scull        |